# My Crazy Beautiful Life
My Crazy Beautiful Life est une autobiographie illustrée parue en 2012 et écrite par la chanteuse pop Kesha ainsi que par le  photographe / cinéaste, Steven Greenstreet . Les photographies et illustrations ont été fournies par Jason Sheldon et Lagan Sebert, qui ont aussi aidé à développer le projet avec Kesha. Le livre a été publié par Simon & Schuster le 20 novembre 2012 pour coïncider avec la sortie de son album Warrior le 30 novembre 2012 aux États-Unis . Le titre du livre, My Crazy Beautiful Life provient à l'origine de sa chanson Crazy Beautiful Life .

## Résumé et développement
Dans My Crazy Beautiful Life, Kesha donne des détails concernant ses « pensées et réflexions » sur sa vie et présente des photographies de différents moments de celle-ci, avant et après qu'elle est devenue chanteuse ,. L'artiste a décrit le livre comme étant « une image plus complète de ce que ma vie est le plus naturellement possible » . Le livre comprend aussi les significations se cachant derrière certaines des paroles de ses chansons, comme pour son single Blah Blah Blah qui est « un mouvement conscient pour parler des hommes comme les femmes le font » .

## Réception
La réception critique du livre a été mitigée. Le magazine Vice affirme que le livre est « assez ennuyeux » par rapport à ses chansons . Un membre de The Atlantic commenta « Il y a quelques pépites révélatrices dans l'effroyable et pailletée nouvelle autobiographie de Kesha ... qui montrent que, à certains égards, elle a ce que certaines des plus célèbres penseuses féministes du vingtième siècle avaient à l'esprit » . Le Daily Targum a fait l'éloge du livre, le qualifiant de « court et sympathique » .